# Karel Freja
Karel Freja (* 1877; † 1937) war ein tschechischer Fußballspieler und Funktionär. Freja gilt als erste herausragende Persönlichkeit des tschechischen Fußballs und als einer der besten böhmischen Spieler des ausgehenden 19. Jahrhunderts.

## Spielerkarriere
Karel Freja war als Jugendlicher Kapitän der Mannschaft des Kleinseitner Gymnasiums in Prag. Ab 1896 spielte der universal einsetzbare Freja für die damals beste tschechische Mannschaft, Slavia Prag. Freja war Kapitän der Mannschaft und gehörte zu ihren besten Spielern. Im Jahr 1900 wechselte der damals 23-jährige Freja zu ČAFC Vinohrady. Ein Jahr später beendete er dort seine aktive Laufbahn und wurde Vorsitzender des böhmischen Fußballverbandes.

### Stationen
- Slavia Prag (1896 bis 1900)
- ČAFC Vinohrady (1900 bis 1901)

## Verbandsfunktionär
Karel Freja war der erste Vorsitzende des böhmischen Fußballverbandes Český svaz footballový, der am 19. Oktober 1901 in Prag gegründet worden war. 1903 wurde Freja in dieser Funktion durch den Journalisten Vilém Heinz-Henry abgelöst.